# Boryangraecum
Boryangraecum es una sección del género Angraecum perteneciente a la familia de las orquídeas.
Contiene  unas ocho especies.  Tiene las inflorescencias, más o menos, laxas en racimo. Las flores aparecen todas alrededor del raquis y raramente es una flor solitaria. Las flores son de textura carnosa y de tamaño pequeño, raramente medio. Los tallos están desarrollados.

## Especies seleccionadas
Tiene unas ocho especies:
- Angraecum aviceps Schltr.
- Angraecum floribundum Bosser
- Angraecum geniculatum G.Will.
- Angraecum pinifolium Bosser. (1970)
- Angraecum sacciferum
- Angraecum teres
- Angraecum vesiculiferum Schltr. (1925)
- Angraecum xylopus